# Marie-Agnès Annequin-Plantagenet
Marie-Agnès Annequin-Plantagenet (Chevillon, Francia, 12 de septiembre de 1960) es una exfutbolista francesa. Jugaba como defensa.

## Carrera
Debutó a los 14 años en el Sporting Club Marnaval. El 23 de septiembre de 1979 debutó con la Selección femenina de fútbol de Francia contra Irlanda. En su segundo partido con la selección jugó como delantera y anotó tres goles contra Gales. En 1979 fichó por el Stade de Reims y se proclamó campeona de Liga. Tras estar un año sin jugar firmó por el VGA Saint-Maur, club en el que ganó seis nuevos títulos de liga. Su último partido con la selección fue contra la Selección femenina de fútbol de Alemania, con una derrota por 2-0. En total disputó 25 partidos con la selección, de los cuales 11 fueron oficiales.

## Clubes
| Club                   | País    | Año         |
| ---------------------- | ------- | ----------- |
| Sporting Club Marnaval | Francia | 1974-1979   |
| Stade de Reims         | Francia | 1979 - 1980 |
| VGA Saint-Maur         | Francia | 1981 - 1991 |